# Neurotensina
La neurotensina es un neuropéptido de 13 aminoácidos implicado en la regulación de la secreción de hormona luteinizante y prolactina y una interacción significativa con el sistema dopaminérgico. La neurotensina fue aislada inicialmente de extracto de hipotálamo de bovino basado en su capacidad de causar evidente vasodilatación de la capa externa de la piel en ratas.

## Estructura
La secuencia de la neurotensina bovina es la siguiente: pyroGlu-Leu-Tyr-Glu-Asn-Lys-Pro-Arg-Arg-Pro-Tyr-Ile-Leu-OH. Este neuropéptido es sintetizado a partir de un polipéptido precursor de 169-170 aminoácidos que también contiene el neuropéptido relacionado, neuromedina N.

## Implicaciones clínicas
La neurotensina se ha relacionado con cáncer colorrectal.
Este neuropéptido se ha relacionado con la modulación de señales de la dopamina y produce un conjunto de efectos farmacológicos similares a los medicamentos antipsicóticos, permitiendo sugerir que puede tratarse un neuroléptico endógeno. Su deficiencia disminuye la respuesta a los antisicóticos en ratones, lo que es consistente con la idea de que la neurotensina es un componente clave en la respuesta de al menos un grupo de estos medicamentos psiquiátricos. Estos ratones exhiben una modesta inhibición por prepulso (PPI) del reflejo de alarma, un modelo ampliamente utilizado en la investigación de la acción antisicótica en animales. La administración de medicamentos antisicóticos aumenta la PPI bajo ciertas condiciones. La comparación entre ratones normales y con deficiencia de neurotensina reveló diferencias notables en la capacidad de aumentar la capacidad de diferentes antisicóticos de aumentar la PPI. Mientras el antipsicótico atípico clozapina aumenta la PPI normalmente en ratones con deficiencia de nerotensina, el haloperidol, que es un antisicotico convencional, y el novedoso antipsicótico atípico quetiapina no fueron efectivos en estos ratones, contrastando con las ratas normales donde estos medicamentos aumentaron significativamente la PPI. Estos resultados sugieren que algunos antipsicóticos requieren la presencia de neurotensina para ejercer, al menos, algunos de sus efectos. Los ratones con deficiencia de neurotensina también muestran defecto en la activación del cuerpo estriado después de la administración de haloperidol, pero no con clozapina, en comparación con ratones normales, indicando que se requiere de la presencia de neurotensina en el cuerpo estriado para una respuesta neuronal óptima de un subgrupo de drogas antipsicóticas.